# Municipi de Cēsis
El municipi de Cēsis (en letó: Cēsu novads) és un dels 110 municipis de la República de Letònia, que es troba localitzat al centre del país bàltic, i que té com a capital la localitat de Cēsis. El municipi va ser creat l'any 2009 després d'una reorganització territorial.

## Ciutats i zones rurals
- Cēsis (ciutat)
- Vaives pagasts (zona rural)

## Població i territori
La seva població està composta per un total de 19977 persones (2009). La superfície del municipi té uns 171,7 kilòmetres quadrats, i la densitat poblacional és de 116,35 habitants per kilòmetre quadrat.